# Манджа
Манджа (манжа, манжо) — кулинарное блюдо, распространённое в Болгарии, Молдавии, Бессарабии, на юге Украины.
Есть мнение, что появление термина manca (manga, mangia) в болгарском и гагаузском языках является результатом заимствования из романских языков, вероятнее всего из итальянского. Процесс заимствования мог происходить двумя путями: через турецкий язык и непосредственно из итальянского. В турецком языке термин manca обозначает пищу, еду, в основном для кошек и собак и грубое название еды, аналогично «жратва». Итальянское mangiare имеет следующие значения: «есть, обедать, поедать»; «пища, обед, банкеты, блюдо».

## Национальные разновидности блюда
- В Болгарии манджа — густой овощной суп или соус, в состав которого входят баклажаны, сладкий перец, помидоры, морковь, лук, зелень, специи. Тем не менее, манджу готовят и с мясом, и с грибами, но значительно реже.
- В гагаузской кухне манджа — соус (жаркое) на мучной основе с различными компонентами: овощами, мясом.
- В Молдавии и на юге Украины, — там, где местная кухня соприкасалась с болгарской, манджа интегрировалась в местные кулинарные традиции, но претерпев некоторые изменения. Здесь под манджей понимают овощное рагу на основе болгарского перца, баклажанов и томатов, закуску или салат из овощей, тушёных в растительном масле. Очень часто манджу закатывают в банки на зиму.

## См.также
- Лечо
- Рататуй